# Рааролаи, Аньес
Анье́с Рааролаи́ (фр. Agnès Raharolahy; род. 7 ноября 1992, Алансон, департамент Орн, Франция) — французская легкоатлетка, специализирующаяся в беге на 400 метров. Победительница чемпионатов Европы 2014 года и 2015 года в помещении в эстафете 4×400 метров. Член сборной Франции на летних Олимпийских играх 2016 года.

## Биография
Родители Аньес — малагасийцы, иммигрировавшие во Францию. Они выступали в соревнованиях по спортивной гимнастике, однако дочь выбрала другой вид спорта. С 17 лет она была одной из сильнейших бегуний Франции в своём возрасте на дистанциях 200 и 400 метров.
В 2013 году стала бронзовым призёром Средиземноморских игр в турецком Мерсине с личным рекордом (52,90). Аналогичную медаль завоевала в том же году на чемпионате Европы среди молодёжи в составе эстафетной команды. В этот же период она переехала в Нант учиться в Высшей школе преподавания и образования (фр. École supérieure du professorat et de l'éducation). В новом городе Аньес обрела нового тренера, Эмманюэля Юрюгена, и добилась первых серьёзных успехов.
С 2014 года регулярно попадала в состав эстафетной команды на крупнейших соревнованиях. Так, на чемпионате Европы в Цюрихе она стала чемпионкой Европы, выступая на 3-м этапе. В 2015 году в копилку был добавлен титул сильнейшей на чемпионате Европы в помещении. Сборная Франции ехала в качестве претендента на медали и на чемпионат мира. В финале Аньес бежала третий этап, сохраняя команде шансы на бронзу. Однако за считанные метры до заключительной передачи эстафетной палочки её сбила нигерийка Тосин Аделойе, сведя все усилия француженок на нет. Итогом стало лишь 7-е место, ставшее 6-м после дисквалификации сборной Нигерии.
На предолимпийском первенстве Европы в 2016 году она помогла сборной в предварительном забеге, но в финале на старт вышли другие девушки (выигравшие серебряные медали).
Личный рекорд в беге на 400 метров (52,23) установила в 2015 году на соревнованиях в Женеве. Наивысшее достижение в индивидуальной дисциплине — 2-е место на чемпионате Франции в помещении (2015, 2016). В 2016 году была включена в команду для участия на летних Олимпийских играх 2016 года. Однако в Рио-де-Жанейро она провела время только как зритель: в предварительном забеге эстафеты, где француженки не пробились в финал, бежали другие девушки.
Среди интересов Аньес — изучение английского и арабского языков. После завершения спортивной карьеры планирует стать школьным учителем.

## Основные результаты
| Год  | Турнир                                      | Место проведения          | Дисциплина       | Место       | Результат |
| ---- | ------------------------------------------- | ------------------------- | ---------------- | ----------- | --------- |
| 2009 | Европейский юношеский олимпийский фестиваль | Тампере, Финляндия        | 200 м            | 13-е (заб.) | 25,48     |
| 2009 | Европейский юношеский олимпийский фестиваль | Тампере, Финляндия        | эстафета 4×100 м | 13-е (заб.) | 48,06     |
| 2011 | Чемпионат Европы среди юниоров              | Таллин, Эстония           | 400 м            | 9-е (заб.)  | 54,13     |
| 2011 | Чемпионат Европы среди юниоров              | Таллин, Эстония           | эстафета 4×400 м | 5-е         | 3.37,57   |
| 2013 | Средиземноморские игры                      | Мерсин, Турция            | 400 м            | 3-е         | 52,90     |
| 2013 | Чемпионат Европы среди молодёжи             | Тампере, Финляндия        | 400 м            | 12-е (заб.) | 53,67     |
| 2013 | Чемпионат Европы среди молодёжи             | Тампере, Финляндия        | эстафета 4×400 м | 3-е         | 3.30,64   |
| 2014 | Чемпионат мира по эстафетам                 | Нассау, Багамские Острова | эстафета 4×400 м | 4-е         | 3.25,84   |
| 2014 | Командный чемпионат Европы                  | Брауншвейг, Германия      | эстафета 4×400 м | 3-е         | 3.28,35   |
| 2014 | Чемпионат Европы                            | Цюрих, Швейцария          | эстафета 4×400 м | 1-е         | 3.24,27   |
| 2015 | Чемпионат Европы в помещении                | Прага, Чехия              | эстафета 4×400 м | 1-е         | 3.31,61   |
| 2015 | Чемпионат мира по эстафетам                 | Нассау, Багамские Острова | эстафета 4×400 м | 4-е         | 3.26,68   |
| 2015 | Командный чемпионат Европы                  | Чебоксары, Россия         | эстафета 4×400 м | 2-е         | 3.28,84   |
| 2015 | Чемпионат мира                              | Пекин, Китай              | эстафета 4×400 м | 6-е         | 3.26,45   |
| 2016 | Чемпионат Европы                            | Амстердам, Нидерланды     | эстафета 4×400 м | 5-е (заб.)  | 3.28,38   |